# Маями Инк
Маями Инк е американско риалити предаване по телевизия TLC, което излъчва реални случки от студио за татуировки в Маями Флорида. Премиерата на шоуто е през юли 2005 г. Шоуто разви и няколко други подобни предавания, които също се излъчват по TLC – LA Ink, London Ink и NY Ink.

## История
Студиото, което преди да започне шоуто се е наричало 305 Ink (заради регионалния код на Маями), сега се казва Love Hate Tattoo. Собственици са Ами Джеймс и Крис Нуньес, като освен тях като татуисти участват и художниците Крис Гарвър, Дарън Брас, Тим Хендрикс и Йожи Харада. През първия сезон към тях се присъединява Кат Вон Ди, докато Брас е с пострадала ръка. В следващите два сезона тя е пълноправен член на екипа, а по-късно се завръща в Лос Анжелис и получава право да направи LA Ink по подобие на Miami Ink. Премиерата на LA Ink е през август 2007 г. Първите шест епизода на Miami Ink са режисирани от Дейвид Рома – влиятелен член за създаването на формата.

Всеки епизод описва с някои от клиентите на студиото и разказва за случки от живота им или за това, което ги е мотивирало да изберат определена татуировка. Като допълнение се фокусира върху част от личния живот на художниците. Повечето епизоди са разказани от Джеймс или допълнени от Нуньес. Главната музикална тема за шоуто е „Funky Kingston” на Toots & Maytals. TLC показва и други подобни на това шоу, като например American Chopper.

## Ню Йорк Инк
Откакто Маями Инк слезе от ефир, Ами се мести в Ню Йорк през 2011 г., за да осъществи мечтата си — откриването на законно студио за татуировки там, наречено Wooster St. Social Club. Ами отново си партнира с Дейвид Рома и Чарли Коруин, за да покажат подробно случващото се в студиото на Ню Йорк Инк, чиято премиера е на 2 юни 2011 г. по TLC.
|  | Тази страница частично или изцяло представлява превод на страницата Miami Ink в Уикипедия на английски. Оригиналният текст, както и този превод, са защитени от Лиценза „Криейтив Комънс – Признание – Споделяне на споделеното“, а за съдържание, създадено преди юни 2009 година – от Лиценза за свободна документация на ГНУ. Прегледайте историята на редакциите на оригиналната страница, както и на преводната страница, за да видите списъка на съавторите. ВАЖНО: Този шаблон се отнася единствено до авторските права върху съдържанието на статията. Добавянето му не отменя изискването да се посочват конкретни източници на твърденията, които да бъдат благонадеждни. |